# 发射率
发射率是衡量物体表面以热辐射的形式释放能量相对强弱的能力的物理量。物体的发射率等于物体在一定温度下发射的能量与同一温度下黑体辐射能量之比。黑体的发射率等于1，其他物体的发射率介于0和1之间。发射率是个标量。
通常来说，材料颜色越暗表面越粗糙，其发射率就越接近1。材料的反射率越高，其发射率就越低，高度抛光的银的发射率只有大约0.02。
发射率定义为热辐射体的辐射出射度与处于相同温度的全辐射体的辐射出射度之比。
光谱发射率定义为热辐射体的辐射出射度的光谱密集度与处于相同温度的全辐射体的光谱密集度之比。
光谱定向发射率定义为热辐射体给定方向的辐射亮度的光谱密集度与处于相同温度的全辐射体辐射亮度的光谱密集度之比。